# Czułczyce Małe
Czułczyce Małe – wieś w Polsce położona w województwie lubelskim, w powiecie chełmskim, w gminie Sawin. Wieś położona przy drodze wojewódzkiej nr 812. 
W latach 1975–1998 miejscowość administracyjnie należała do województwa chełmskiego. 
Administracyjnie wieś jest sołectwem. Według Narodowego Spisu Powszechnego (III 2011 r.) liczyła 68 mieszkańców i była 21. co do wielkości miejscowością gminy.
Wierni Kościoła rzymskokatolickiego należą do parafii św. Rocha w Czułczycach.